# Eredivisie de 2021–22
A Eredivisie de 2021–22 é a 66ª temporada da principal competição do futebol profissional dos Países Baixos e a 133ª temporada da primeira divisão do Campeonato Holandês de Futebol. A competição é organizada pela Real Associação de Futebol dos Países Baixos (em holandês: Koninklijke Nederlandse Voetbalbond, cuja sigla é KNVB), e conta com a participação de dezoito clubes. A temporada regular começou em 14 de agosto de 2021 e será concluída em 15 de maio de 2022. O detentor do título é o Ajax de Amsterdã, vencedor da edição de 2020–21.
O  Cambuur subiu para a primeira divisão após 5 anos de ausência, já os times Go Ahead Eagles e Nijmegen Eendracht Combinatie (NEC) voltaram após 4 anos na segunda divisão.

## Regulamento

### Sistema de disputa
A Eredivisie de 2021–22 é disputada por dezoito clubes em fase única, turno e returno, no sistema de pontos corridos. Não há campeões por turnos, sendo declarado campeão holandês o time que obtiver o maior número de pontos após as 34 rodadas. Sobre o rebaixamento: os dois piores pontuadores caem direto para a Segunda Divisão ("Eerste Divisie"). O 16º colocado e seis times da Segundona disputarão uma série de "playoffs" para saber quem jogará na elite na próxima temporada.

### Critérios de desempate
Caso haja empate de pontos entre dois clubes, os critérios de desempates serão aplicados na seguinte ordem:
1. Saldo de gols
2. Gols marcados
3. Pontos no confronto direto
4. Saldo de gols no confronto direto
5. Gols marcados no confronto direto
6. Jogo de desempate (apenas para decidir o campeão, rebaixados e qualificados para a Liga Europa, caso contrário, teremos um sorteio)
7. Disputa por pênaltis (em caso de empate no tempo normal do jogo de desempate)

### Vagas em outras competições
A Eredivisie concede duas vagas para a Liga dos Campeões de 2022–23 e duas para a Liga Conferência Europa de 2022–23, divididas da seguinte forma:
| Posição | Qualificação para                                                                          |
| ------- | ------------------------------------------------------------------------------------------ |
| 1       | Fase de grupos da Liga dos Campeões de 2022–23                                             |
| 2       | 2ª rodada de qualificação da Liga dos Campeões de 2022–23                                  |
| 3       | 3ª rodada de qualificação da Liga Conferência Europa de 2022–23                            |
| 4 – 7   | Play-offs para uma vaga na 2ª rodada de qualificação da Liga Conferência Europa de 2022–23 |

## Participantes

### Informações dos clubes
| Equipe           | Cidade         | Província         | Estádio (mando)                  | Títulos (último)       |
| ---------------- | -------------- | ----------------- | -------------------------------- | ---------------------- |
| Ajax             | Amsterdã       | Holanda do Norte  | Johan Cruijff ArenA              | 35 (último em 2020–21) |
| AZ               | Alkmaar        | Holanda do Norte  | AFAS Stadion                     | 2 (último em 2008–09)  |
| Cambuur          | Leeuwarden     | Frísia            | Cambuur Stadion                  | 0 (nenhum)             |
| Feyenoord        | Rotterdã       | Holanda do Sul    | De Kuip                          | 15 (último em 2016–17) |
| Fortuna Sittard  | Sittard-Geleen | Limburgo          | Fortuna Sittard Stadion          | 0 (nenhum)             |
| Go Ahead Eagles  | Deventer       | Overissel         | De Adelaarshorst                 | 4 (último em 1932-33)  |
| Groningen        | Groninga       | Groninga          | Hitachi Capital Mobility Stadion | 0 (nenhum)             |
| Heerenveen       | Heerenveen     | Frísia            | Abe Lenstra Stadion              | 0 (nenhum)             |
| Heracles Almelo  | Almelo         | Overissel         | Erve Asito                       | 0 (nenhum)             |
| NEC Niejmegen    | Nijmegen       | Guéldria          | Goffertstadion                   | 0 (nenhum)             |
| PEC Zwolle       | Zwolle         | Overissel         | MAC³PARK Stadion                 | 0 (nenhum)             |
| PSV              | Eindhoven      | Brabante do Norte | Philips Stadion                  | 24 (último em 2017–18) |
| RKC Waalwijk     | Waalwijk       | Brabante do Norte | Mandemakers Stadion              | 0 (nenhum)             |
| Sparta Rotterdam | Rotterdã       | Holanda do Sul    | Het Kasteel                      | 6 (último em 1958–59)  |
| Twente           | Enschede       | Overissel         | De Grolsch Veste                 | 1 (último em 2009–10)  |
| Utrecht          | Utrecht        | Utrecht           | Stadion Galgenwaard              | 0 (nenhum)             |
| Vitesse          | Arnhem         | Guéldria          | GelreDome                        | 0 (nenhum)             |
| Willem II        | Tilburgo       | Brabante do Norte | Koning Willem II Stadion         | 0 (nenhum)             |

| Nº de times | Províncias        | Time(s)                                                 |
| ----------- | ----------------- | ------------------------------------------------------- |
| 4           | Overissel         | Go Ahead Eagles, Heracles Almelo, PEC Zwolle, FC Twente |
| 3           | Brabante do Norte | PSV, RKC Waalwijk, Willem II                            |
| 2           | Frísia            | SC Cambuur, sc Heerenveen                               |
| 2           | Guéldria          | NEC Niejmegen, Vitesse                                  |
| 2           | Holanda do Norte  | Ajax, AZ                                                |
| 2           | Holanda do Sul    | Feyenoord, Sparta Rotterdam                             |
| 1           | Groninga          | FC Groningen                                            |
| 1           | Limburgo          | Fortuna Sittard                                         |
| 1           | Utrecht           | FC Utrecht                                              |

## Classificação
| Pos | Equipe           | Pts | J  | V  | E  | D  | GP | GC | SG  | Classificação ou rebaixamento                                                                |
| --- | ---------------- | --- | -- | -- | -- | -- | -- | -- | --- | -------------------------------------------------------------------------------------------- |
| 1   | Ajax             | 83  | 34 | 26 | 5  | 3  | 98 | 19 | +79 | Fase de grupos da Liga dos Campeões de 2022–23                                               |
| 2   | PSV Eindhoven    | 81  | 34 | 26 | 3  | 5  | 86 | 42 | +44 | 3ª pré-eliminatória da Liga dos Campeões de 2022–23                                          |
| 3   | Feyenoord        | 71  | 34 | 22 | 5  | 7  | 77 | 33 | +44 | Fase de grupos da Liga Europa de 2022-23                                                     |
| 4   | Twente           | 68  | 34 | 20 | 8  | 6  | 55 | 37 | +18 | 3ª pré-eliminatória da Liga Conferência Europa de 2022–23                                    |
| 5   | AZ Alkmaar       | 61  | 34 | 18 | 7  | 9  | 64 | 44 | +20 | Vencedor dos Play-offs e vaga para 2ª pré-eliminatória da Liga Conferência Europa de 2022–23 |
| 6   | Vitesse          | 51  | 34 | 15 | 6  | 13 | 42 | 51 | −9  | Play-offs                                                                                    |
| 7   | Utrecht          | 47  | 34 | 12 | 11 | 11 | 51 | 46 | +5  | Play-offs                                                                                    |
| 8   | Heerenveen       | 41  | 34 | 11 | 8  | 15 | 37 | 50 | −13 | Play-offs                                                                                    |
| 9   | Cambuur          | 39  | 34 | 11 | 6  | 17 | 53 | 70 | −17 |                                                                                              |
| 10  | RKC Waalwijk     | 38  | 34 | 9  | 11 | 14 | 40 | 51 | −11 |                                                                                              |
| 11  | NEC Niejmegen    | 38  | 34 | 10 | 8  | 16 | 38 | 52 | −14 |                                                                                              |
| 12  | Groningen        | 36  | 34 | 9  | 9  | 16 | 41 | 55 | −14 |                                                                                              |
| 13  | Go Ahead Eagles  | 36  | 34 | 10 | 6  | 18 | 37 | 51 | −14 |                                                                                              |
| 14  | Sparta Rotterdam | 35  | 34 | 8  | 11 | 15 | 30 | 48 | −18 |                                                                                              |
| 15  | Fortuna Sittard  | 32  | 33 | 9  | 5  | 19 | 35 | 67 | −32 |                                                                                              |
| 16  | Heracles Almelo  | 34  | 34 | 9  | 7  | 18 | 33 | 49 | −16 | Rebaixamento após derrota nos Play-offs                                                      |
| 17  | Willem II        | 33  | 34 | 9  | 6  | 19 | 32 | 57 | −25 | Rebaixamento à Segunda Divisão de 2022–23                                                    |
| 18  | PEC Zwolle       | 27  | 34 | 7  | 6  | 21 | 26 | 52 | −26 | Rebaixamento à Segunda Divisão de 2022–23                                                    |

#### Desempenho por rodada
Clubes que lideraram ao final de cada rodada:
|          | 1ª  | 2ª  | 3ª  | 4ª  | 5ª  | 6ª  | 7ª  | 8ª  | 9ª  | 10ª | 11ª | 12ª | 13ª | 14ª | 15ª | 16ª | 17ª |
| 1º Turno | AJA | FEY | PSV | PSV | AJA | AJA | AJA | AJA | AJA | AJA | AJA | FEY | FEY | AJA | AJA | PSV | PSV |

|          | 18ª | 19ª | 20ª | 21ª | 22ª | 23ª | 24ª | 25ª | 26ª | 27ª | 28ª | 29ª | 30ª | 31ª | 32ª | 33ª | 34ª |
| 2º Turno | PSV | PSV | AJA | AJA | AJA | AJA | AJA | AJA | AJA | AJA | AJA | AJA | AJA | AJA | AJA | AJA | AJA |

### Resultados
| Mandante \ Visitante | AJA | AZ  | CAM | FEY | FOR | GAE | GRO | HEE | HER | NEC | PEC | PSV | RKC | SPA | TWE | UTR | VIT | WIL |
| -------------------- | --- | --- | --- | --- | --- | --- | --- | --- | --- | --- | --- | --- | --- | --- | --- | --- | --- | --- |
| Ajax                 | —   | 1–2 | 9–0 | 3–2 | 5–0 | 0–0 | 3–0 | 5–0 | 3–0 | 5–0 | 3–0 | 5–0 | 3–2 | 2–1 | 5–0 | 0–1 | 5–0 | 5–0 |
| AZ Alkmaar           | 2–2 | —   | 0–0 | 2–1 | 2–1 | 5–0 | 1–0 | 2–1 | 2–1 | 1–1 | 3–2 | 0–3 | 1–3 | 3–1 | 0–1 | 5–1 | 3–1 | 4–1 |
| Cambuur              | 2–3 | 1–3 | —   | 2–3 | 2–1 | 5–2 | 1–2 | 1–2 | 2–1 | 1–2 | 3–4 | 1–2 | 1–1 | 1–1 | 2–0 | 2–1 | 1–6 | 1–1 |
| Feyenoord            | 0–2 | 1–0 | 3–1 | —   | 5–0 | 2–0 | 1–1 | 3–1 | 2–1 | 5–3 | 4–0 | 2–2 | 2–2 | 4–0 | 1–2 | 2–1 | 0–1 | 2–0 |
| Fortuna Sittard      | 0–5 | 1–2 | 1–0 | 1–3 | —   | 1–0 | 1–4 | 2–0 | 0–2 | 1–3 | 0–1 | 1–4 | 2–2 | 3–0 | 2–1 | 2–2 | 1–2 | 1–0 |
| Go Ahead Eagles      | 2–1 | 1–4 | 3–0 | 0–1 | 4–3 | —   | 0–1 | 0–1 | 4–2 | 0–2 | 1–0 | 1–2 | 0–2 | 2–0 | 1–2 | 1–2 | 1   | 4–0 |
| Groningen            | 1–3 | 2–0 | 2–3 | 1–1 | 0–1 | 2–1 | —   | 1–1 | 0–1 | 4–3 | 1–1 | 0–1 | 1–1 | 1–2 | 1–1 | 0–0 | 0–1 | 1–0 |
| Heerenveen           | 0–2 | 1–3 | 3–3 | 0–3 | 1–0 | 3–1 | 3–1 | —   | 2–0 | 0–1 | 0–1 | 1–1 | 3–2 | 0–0 | 2–3 | 1–2 | 1–2 | 2–1 |
| Heracles Almelo      | 0–0 | 3–2 | 1–1 | 1–4 | 3–1 | 1–1 | 4–2 | 0–1 | —   | 0–1 | 2–0 | 0–2 | 1–0 | 1–3 | 1–1 | 1–0 | 0–0 | 3–2 |
| NEC Niejmegen        | 0–1 | 1–3 | 2–3 | 1–4 | 0–1 | 1–0 | 3–0 | 1–1 | 0–0 | —   | 2–0 | 1–2 | 1–1 | 0–0 | 0–2 | 0–3 | 0–1 | 0–0 |
| PEC Zwolle           | 0–2 | 2–1 | 1–2 | 1–2 | 0–1 | 0–1 | 1–1 | 0–1 | 1–0 | 1–1 | —   | 1–2 | 0–0 | 1–1 | 1–3 | 1–1 | 0–1 | 2–0 |
| PSV Eindhoven        | 1–2 | 1–2 | 4–1 | 0–4 | 5–0 | 2–0 | 5–2 | 3–1 | 3–1 | 3–2 | 3–1 | —   | 2–0 | 2–1 | 5–2 | 4–1 | 2–0 | 4–2 |
| RKC Waalwijk         | 0–5 | 1–0 | 0–1 | 0–2 | 2–1 | 1–1 | 3–1 | 0–0 | 2–0 | 2–1 | 0–2 | 1–4 | —   | 1–0 | 1–2 | 1–1 | 1–2 | 1–2 |
| Sparta Rotterdam     | 0–1 | 1–1 | 0–4 | 0–1 | 3–1 | 1–0 | 1–1 | 1–1 | 1–1 | 1–1 | 2–0 | 1–2 | 1–1 | —   | 0–1 | 0–3 | 2–2 | 1–0 |
| Twente               | 1–1 | 3–1 | 1–0 | 0–0 | 1–2 | 2–2 | 3–0 | 2–0 | 1–0 | 1–2 | 1–0 | 3–3 | 2–1 | 2–0 | —   | 1–0 | 3–0 | 1–1 |
| Utrecht              | 0–3 | 2–2 | 3–2 | 3–1 | 1–1 | 0–0 | 1–3 | 2–1 | 1–0 | 1–0 | 5–1 | 0–1 | 2–2 | 4–0 | 1–1 | —   | 1–1 | 5–1 |
| Vitesse              | 2–2 | 0–0 | 1–0 | 2–1 | 1–1 | 1–2 | 1–3 | 1–2 | 2–1 | 4–1 | 1–0 | 0–5 | 1–2 | 0–1 | 1–4 | 2–1 | —   | 0–3 |
| Willem II            | 0–1 | 2–2 | 1–3 | 0–4 | 1–1 | 0–1 | 2–1 | 0–0 | 2–0 | 0–1 | 1–0 | 2–1 | 3–1 | 0–3 | 0–1 | 3–0 | 1–0 | —   |

## Premiação
| Campeonato Neerlandês de Futebol de 2021–22 Eredivisie de 2021–22 |
| Bandeira de Holanda do Norte                                      |
| ----------------------------------------------------------------- |
| Ajax Campeão (36° título)                                         |

## Play-offs Liga Conferência
Os 4 times melhores classificados na temporada que não garantiram vagas em torneios internacionais disputarão entre si, em sistema mata-mata, uma vaga para o 2º round de play-offs da Liga Conferência 2022-23.
|  | Semifinais | Semifinais | Semifinais | Semifinais | Semifinais |   |    | Final | Final | Final | Final | Final |
|  |            |            |            |            |            |   |    |       |       |       |       |       |
|  | AZ         | AZ         | 2          | 2          | 4          |   |    |       |       |       |       |       |
|  | Heerenveen | Heerenveen | 3          | 0          | 3          |   |    |       |       |       |       |       |
|  |            |            |            |            |            |   | AZ | AZ    | 1     | 6     | 7     |       |
|  |            | Vitesse    | Vitesse    | 2          | 1          | 3 |    |       |       |       |       |       |
|  | Vitesse    | Vitesse    | 1          | 3          | 4          |   |    |       |       |       |       |       |
|  | Utrecht    | Utrecht    | 3          | 0          | 3          |   |    |       |       |       |       |       |

## Play-offs de Rebaixamento
O time que terminar em 16º lugar no torneio irá disputar a permanência na primeira divisão com outros 6 clubes provenientes da segunda divisão. Essas equipes são as 6 melhores da temporada excluindo o top 2, pois são promovidos diretamente, e os times Jong das equipes da 1ª divisão. 
|  | Quartas de final | Quartas de final | Quartas de final | Quartas de final |       |                 | Semifinais    | Semifinais    | Semifinais    | Semifinais    |  |           | Final           | Final           | Final           | Final           |  |  |
|  | 9-14 de maio     | 9-14 de maio     | 9-14 de maio     | 9-14 de maio     |       |                 | 17-21 de maio | 17-21 de maio | 17-21 de maio | 17-21 de maio |  |           | 24 e 29 de maio | 24 e 29 de maio | 24 e 29 de maio | 24 e 29 de maio |  |  |
|  |                  |                  |                  |                  |       |                 |               |               |               |               |  |           |                 |                 |                 |                 |  |  |
|  | Heracles Almelo  | -                | -                | -                |       |                 |               |               |               |               |  |           |                 |                 |                 |                 |  |  |
|  | -                | -                | -                | -                |       |                 |               |               |               |               |  |           |                 |                 |                 |                 |  |  |
|  | -                | -                | -                | -                |       | Heracles Almelo | 0             | 1             | 1             |               |  |           |                 |                 |                 |                 |  |  |
|  |                  |                  |                  |                  |       | Heracles Almelo | 0             | 1             | 1             |               |  |           |                 |                 |                 |                 |  |  |
|  |                  | Excelsior        | 3                | 3                | 6     |                 |               |               |               |               |  |           |                 |                 |                 |                 |  |  |
|  | Roda JC          | Excelsior        | 3                | 3                | 6     | 2               | 0             | 2             |               |               |  |           |                 |                 |                 |                 |  |  |
|  | Roda JC          |                  |                  |                  |       | 2               | 0             | 2             |               |               |  |           |                 |                 |                 |                 |  |  |
|  | Excelsior        | 2                | 2                | 4                |       |                 |               |               |               |               |  |           |                 |                 |                 |                 |  |  |
|  | Excelsior        | 2                | 2                | 4                |       |                 |               |               |               |               |  | Excelsior | 1               | 4               | 5 (8)           |                 |  |  |
|  |                  |                  |                  |                  |       |                 |               |               |               |               |  | Excelsior | 1               | 4               | 5 (8)           |                 |  |  |
|  |                  | ADO Den Haag     | 1                | 4                | 5 (7) |                 |               |               |               |               |  |           |                 |                 |                 |                 |  |  |
|  | FC Eindhoven     | ADO Den Haag     | 1                | 4                | 5 (7) | 1               | 3             | 4             |               |               |  |           |                 |                 |                 |                 |  |  |
|  | FC Eindhoven     |                  |                  |                  |       | 1               | 3             | 4             |               |               |  |           |                 |                 |                 |                 |  |  |
|  | De Graafschap    | 1                | 1                | 2                |       |                 |               |               |               |               |  |           |                 |                 |                 |                 |  |  |
|  | De Graafschap    | 1                | 1                | 2                |       | FC Eindhoven    | 1             | 1             | 2             |               |  |           |                 |                 |                 |                 |  |  |
|  |                  |                  |                  |                  |       | FC Eindhoven    | 1             | 1             | 2             |               |  |           |                 |                 |                 |                 |  |  |
|  |                  | ADO Den Haag     | 2                | 2                | 4     |                 |               |               |               |               |  |           |                 |                 |                 |                 |  |  |
|  | ADO Den Haag     | ADO Den Haag     | 2                | 2                | 4     | 2               | 2             | 4             |               |               |  |           |                 |                 |                 |                 |  |  |
|  | ADO Den Haag     |                  |                  |                  |       | 2               | 2             | 4             |               |               |  |           |                 |                 |                 |                 |  |  |
|  | NAC Breda        | 1                | 1                | 2                |       |                 |               |               |               |               |  |           |                 |                 |                 |                 |  |  |

## Estatísticas

### Artilharia
| Ranque | Jogador               | Clube           | Gols |
| ------ | --------------------- | --------------- | ---- |
| 1      | Sébastien Haller      | Ajax            | 21   |
| 2      | Loïs Openda           | Vitesse         | 18   |
| 3      | Vangelis Pavlidis     | AZ              | 16   |
| 3      | Ricky van Wolfswinkel | FC Twente       | 16   |
| 5      | Jesper Karlsson       | AZ              | 15   |
| 5      | Guus Til              | Feyenoord       | 15   |
| 7      | Jørgen Strand Larsen  | FC Groningen    | 14   |
| 8      | Bryan Linssen         | Feyenoord       | 13   |
| 8      | Dušan Tadić           | Ajax            | 13   |
| 10     | Zian Flemming         | Fortuna Sittard | 12   |
| 10     | Cody Gakpo            | PSV Eindhoven   | 12   |
| 10     | Luis Sinisterra       | Feyenoord       | 12   |

### Hat-tricks
| Rod | Jogada           | Clube      | Gols          | Data                  | Mandante   | Placar | Visitante |
| --- | ---------------- | ---------- | ------------- | --------------------- | ---------- | ------ | --------- |
| 11  | Bart Ramselaar   | FC Utrecht | 10', 25', 67' | 31 de outubro de 2021 | FC Utrecht | 5–1    | Willem II |
| 22  | Sébastien Haller | Ajax       | 53', 85', 88' | 13 February 2022      | Ajax       | 5–0    | FC Twente |

### Assistências
| Ranque | Jogador               | Clube      | Assistências |
| ------ | --------------------- | ---------- | ------------ |
| 1      | Dušan Tadić           | Ajax       | 19           |
| 2      | Cody Gakpo            | PSV        | 13           |
| 2      | Jesper Karlsson       | AZ         | 13           |
| 4      | Steven Berghuis       | Ajax       | 11           |
| 4      | Joey Veerman          | PSV        | 11           |
| 6      | Owen Wijndal          | AZ         | 10           |
| 7      | Orkun Kökçü           | Feyenoord  | 9            |
| 8      | Issa Kallon           | SC Cambuur | 8            |
| 8      | Bryan Linssen         | Feyenoord  | 8            |
| 8      | Ricky van Wolfswinkel | FC Twente  | 8            |